# Кітаґуті Акіра
Акіра Кітаґуті (яп. 北口 晃, нар. 8 березня 1935, Префектура Осака) — колишній японський футболіст, що грав на позиції нападника.
Виступав за клуб «Міцубісі Хеві Індустріс», а також національну збірну Японії.

## Клубна кар'єра
У дорослому футболі дебютував 1957 року виступами за команду клубу «Міцубісі Хеві Індустріс», кольори якої і захищав протягом усієї своєї кар'єри гравця, що тривала десять років.

## Виступи за збірну
1958 року дебютував в офіційних матчах у складі національної збірної Японії. Протягом кар'єри у національній команді, яка тривала усього 2 роки, провів у формі головної команди країни 10 матчів, забивши 1 гол. Також брав участь у Олімпійських іграх 1956 року.

## Статистика виступів

### Збірна
| Збірна Японії | Збірна Японії | Збірна Японії |
| Роки          | Ігри          | Голи          |
| ------------- | ------------- | ------------- |
| 1958          | 3             | 1             |
| 1959          | 7             | 0             |
| Всього        | 10            | 1             |